# Mohamed Saliou Camara
Mohamed Saliou Camara (16 dicembre 1993) è un lottatore guineano, specializzato nella lotta libera.

## Biografia
Ha rappresentato la Guinea ai campionati africani di Hammamet 2019, vincendo la medaglia di bronzo nella categoria 97 chilogrammi.
Ai Giochi panafricani di Rabat 2019, disputati a El Jadida, in Marocco, si è classificato al decimo posto in classifica nel torneo della lotta libera 97 chilogrammi.
Ai Giochi mondiali militari di Wuhan 2019 si è piazzato al quindicesimo posto nei 97 chilogrammi.

## Palmarès
- campionati africani

Hammamet 2019: bronzo nella lotta libera categoria fino a 97 kg;